# Сіренко Катерина Юхимівна
Катерина Юхимівна Сіренко, до шлюбу Малигіна (рос. Екатерина Ефимовна Сиренко; 27 грудня 1920 — ?) — радянська медична сестра, розвідниця часів Другої світової війни, нагороджена медаллю імені Флоренс Найтінгейл (1971).

## Життєпис
Народилась в присілку Дмитровка, нині в межах міського округу Шаховська Московської області Росії. У 1939 році закінчила Волоколамську школу медичних сестер, працювала медичною сестрою в жіночій та дитячій консультації Осташовської районної лікарні
З початком німецько-радянської війни записалась до винищувального батальйону, де була начальницею санітарної служби. З наближенням німецьких військ до Москви, восени 1941 року на базі винищувальних батальйонів почали створюватись партизанські загони, які діяли на тимчасово окупованій території. Була розвідницею, медичною сестрою партизанського загону Шапошникова, більш відомому, як «Шість Іванів».
Після розгрому німецьких військ під Москвою добровільно пішла на фронт, з 1943 року — медична сестра 22-го військово-шляхового загону.
З 1946 року й до виходу на пенсію працювала медичною сестрою відділення новонароджених Барановицького пологового будинку Берестейської області Білорусі.

## Нагороди
У 1971 році удостоєна почесної нагороди Міжнародного комітету Червоного Хреста — медаллю імені Флоренс Найтінгейл.
Нагороджена орденом Вітчизняної війни 2-го ступеня (11.03.1985) і медалями.